# صالح بن محمد جزرة
صالح بن محمد جزرة (205 - 293هـ/ 820- 906م)، هو راوي من رواة الحديث ، اسمه أبو علي صالح بن محمد بن عمرو بن حبيب بن حسان بن المنذر بن عمار المعروف بجزرة ، إمام وحافظ كبير ، قال عنه الدارقطني كان ثقة حافظا غازيا ، وقال الحافظ أبو سعد الإدريسي صالح بن محمد ما أعلم في عصره بالعراق وخراسان في الحفظ مثله ورأيت أبا أحمد بن عدي يضخم أمره ويعظمه ، وقال لسان الدين بن الخطيب: كان حافظا عارفا من أئمة الحديث وممن يرجع إليه في علم الآثار ومعرفة نقلة الأخبار ، توفي عام 293 هـ.

## نسبه ومولده
صالح بن محمد بن عمرو بن حبيب بن حسان بن المنذر بن أبي الأبرش عمار ، أبوعلي الأسدي البغدادي الحافظ المعروف بجزرة نزيل بخارى، ولد بمدينة بغداد سنة 205هـ/ 820م.